# Susan Jennings
Susan Jennings Kantari (4 gennaio 1978) è un'ex schermitrice e maestra di scherma statunitense.

## Biografia
Terminata la attività sportiva, ha intrapreso una carriera nel campo della finanza, pur rimanendo nel mondo della scherma in qualità di maestro di scherma.

## Palmarès
In carriera ha conseguito i seguenti risultati:
- Giochi Panamericani:

Winnipeg 1999: bronzo nel fioretto a squadre.